# Florian Thauvin
Florian Thauvin, född 26 januari 1993 i Orléans i Frankrike, är en fransk fotbollsspelare (mittfältare) som spelar för Udinese. Han representerar även det franska landslaget.

## Klubbkarriär
Den 7 maj 2021 värvades Thauvin av mexikanska Tigres UANL. Den 31 januari 2023 värvades Thauvin av italienska Udinese, där han skrev på ett 2,5-årskontrakt.

## Landslagskarriär
Den 2 juni 2017 debuterade Thauvin för Frankrikes landslag i en 5–0-vinst över Paraguay, där han blev inbytt i den 80:e minuten mot Antoine Griezmann. Han vann VM-guld med Frankrike i VM 2018.